# Lê Thanh Cung
Lê Thanh Cung (sinh năm 1954) là một chính khách Việt Nam, Phó Bí thư Tỉnh ủy, Chủ tịch Ủy ban nhân dân tỉnh, Bí thư Ban cán sự Đảng UBND tỉnh Bình Dương.

## Sự nghiệp
Chính khách Lê Thanh Cung là một người giàu có. Biệt thự của ông ta được mô tả là nguy nga, lộng lẫy và sang trọng như một cung điện. Chỉ riêng khu rừng cao su của ông ta với 130 Hecta cũng trị giá khoảng trên trăm tỷ đồng, mà ông được cấp khi Lâm trường Long Nguyên giải thể.

### Quá trình công tác
7/1978-8/1978: Cán bộ Ủy ban Kế hoạch tỉnh Sông Bé (nay là Bình Dương).
9/1978-9/1982: Cán bộ thường trực Phòng Kế hoạch huyện Bến Cát, tỉnh Sông Bé, Ủy viên Ban Chấp hành Công đoàn huyện Bến Cát.
10/1982-5/1983: Phó Trưởng ban Thống kê - Kế hoạch - Lao động huyện Bến Cát, tỉnh Sông Bé.
6/1983-10/1987: Huyện ủy viên, Ủy viên Ủy ban nhân dân huyện Bến Cát, Trưởng ban Kế hoạch huyện.
11/1987-12/1991: Thường vụ Huyện ủy, Phó Chủ tịch Ủy ban nhân dân huyện Bến Cát, tỉnh Sông Bé.
01/1992-4/1995: Phó Chủ nhiệm Ủy ban Kế hoạch tỉnh, quyền Chủ nhiệm, Chủ nhiệm Ủy ban Kế hoạch tỉnh; Ủy viên Ủy ban nhân dân tỉnh Sông Bé.
5/1995-3/1996: Tỉnh ủy viên, Chủ nhiệm Ủy ban Kế hoạch, Ủy viên Ban Cán sự Đảng Ủy ban nhân dân tỉnh Sông Bé.
4/1996-7/1996: Giám đốc Sở Kế hoạch - Đầu tư tỉnh Sông Bé.
8/1996-1/1997: Tỉnh ủy viên, Phó Chủ tịch Ủy ban nhân dân tỉnh Sông Bé (Bình Dương), phụ trách khối Kinh tế tổng hợp, đầu tư - kiêm Trưởng ban Quản lý Khu công nghiệp Việt Nam - Singapore; Ủy viên Ban cán sự Đảng Ủy ban nhân dân tỉnh Bình Dương.
1/1997-12/2000: Tỉnh ủy viên, Phó Chủ tịch Ủy ban nhân dân tỉnh Bình Dương kiêm Trưởng ban Quản lý Khu công nghiệp Việt Nam - Singapore; Ủy viên Ban cán sự Đảng Ủy ban nhân dân tỉnh Bình Dương.
1979-1992: Đại biểu HĐND huyện Bến Cát.
1996-2000: Đại biểu HĐND tỉnh Sông Bé - Bình Dương.
1/2001-2/2009: Tỉnh ủy viên, Bí thư Huyện ủy Thuận An, kiêm Bí thư Đảng ủy Quân sự huyện Thuận An, tỉnh Bình Dương.
2/2009-12/2010: Tỉnh ủy viên, Phó Chủ tịch thường trực Ủy ban nhân dân tỉnh Bình Dương kiêm Trưởng ban Quản lý Khu công nghiệp Việt Nam - Singapore.
01/2011 - 12/2014: Phó Bí thư Tỉnh ủy, Chủ tịch Ủy ban nhân dân tỉnh, Bí thư Ban cán sự Đảng Ủy ban nhân dân tỉnh.